# Adam Zięcina
Adam Zięcina (ur. 14 czerwca 1979 w Warszawie) – polski operator filmowy, montażysta, pedagog. Od 2015 roku współwłaściciel z Marcinem Rolą kanału YouTube – wRealu24.

## Życiorys
Jest absolwentem Wydziału Realizacji Obrazu Filmowego, Telewizyjnego i Fotografii w Wyższej Szkole Sztuki i Projektowania w Łodzi. Jako operator współpracował m.in. przy produkcji programów stacji: Viva Polska, MTV Polska, Polsat. Od 2005 wykładowca Warszawskiej Szkoły Reklamy.

## Filmografia
- Dotknięcie anioła – zdjęcia
- True Story; reż. Berenika Bailej – obsada aktorska, producent[3]
- Cyrk ze złamanym sercem; reż. Marek Tomasz Pawłowski[4] – zdjęcia
- Krzysztof Kułak. Tylko MMA; reż. Michał Tkaczyński – zdjęcia
- Jotka, Jerzy Kędziora; reż. Michał Tkaczyński – zdjęcia, montaż
- Skarby Ani K; reż. Małgorzata Gryniewicz – zdjęcia
- Mr. Big; reż. Bartłomiej Pawlikowski – zdjęcia
- Dziura; reż. Marcin Koźliński – efekty dźwiękowe
- Tajemnica wsi; reż. Małgorzata Gryniewicz – montaż
- HollyŁódź; reż. Małgorzata Gryniewicz – zdjęcia, montaż
- Cursed; reż. Małgorzata Gryniewicz – montaż
- WSSIP; reż. Małgorzata Gryniewicz – zdjęcia, montaż
- One way trip; reż. Małgorzata Gryniewicz – montaż
- Inspiracje; reż. Małgorzata Gryniewicz – zdjęcia, montaż
- Świadek koronny; reż. Małgorzata Gryniewicz – montaż

## Nagrody filmowe (za zdjęcia)
- 2008: Wyróżnienie Dziekana za zdjęcia w filmie Skarby Ani K
- 2009: Grand Prix XXXXII Międzynarodowego Festiwalu Filmowego POL-8 im. Józefa Milki w Polanicy-Zdroju za zdjęcia w filmie Skarby Ani K[5]
- 2009: I Nagroda „Złota Klatka” za zdjęcia w filmie Skarby Ani K na V Międzynarodowym Festiwalu Filmowym Kina Niezależnego „Filmowa Góra”[6][7]